# Перхта
Перхта (Перехта, Берхта, Берта, нім. Frau Perchta, Pechtrababajagen — 'Баба-яга Пехтра', чеськ. Perechta, морав. Sperechta, словен. Pehtra baba) — міфічна істота, а також однойменний ряджений персонаж періодів Різдва і Масниці. Відома південним німцям, австрійцям, швейцарцям, а також слов'янам, переважно чехам і словенцям.

## Звичаї
Перхту пов'язують з дотриманням заборон, особливо на рукоділля (пряти пряжу) у піст.
Вважається, що персонаж, як і його ім'я, мають приналежність до  німецьких традицій. Перхтою (Бертою) звали істоту, котра була  втіленням зимового сонцестояння (у Давньочеському словнику Гебауэра Berchta, Perchta подані як варіанти імені Bertha, зі ст.-нім. Perahtd, Berchte, основне значення котрого «блискуча, світла, красива»). Спочатку вона вважалася доброю богинею, як і Хольда (нім. Holda Holda). Пізніше їхні ролі змінилися й  поділилися, і Перхті «дісталася» зла сила.
Перхта вважалася жіночим духом у білому одязі. Її час — Дванадцята ніч або вечір Хрещення Господнього. У старих переказах вона мала велику «гусячу» ногу. 
У фольклорі Баварії та Австрії збереглось повір'я, що на Святки (особливо у Дванадцяту ніч) Перхта ходить попід будинки і хоче дізнатися, чи були діти слухняними і працелюбними у році, який минає. Якщо вони були такими, то вранці у взутті вони могли знайти срібну монету. Якщо вони лінувались, то вона могла зробити дітям шкоду. Їй особливо подобалося, якщо дівчата перепряли весь свій льон або вовну  . 
У Італії аналогом Перхти виступає Бефана, котра відвідує всіх дітей Італії напередодні 6 січня, щоб покласти у шкарпетки цукерки, якщо вони добрее поводилися впродовж року, або маленькі шматочки вугілля, якщо вони були нечемними.

## Легенди
Перхта карає за лінь та недотримання правил посту. Покарання може варіюватися від простих кошмарів до розрізання живота. Шлунок жертви потім часто наповнюється камінням, щоб утопити її в колодязі. Подих Перхти може також вбити або осліпити.
І навпаки, вона винагороджує за працьовитість і готовність допомогти. Крім повних котуш, золотих ниток і пучків льону для прядилок, вона роздає ще монети, які служниці знаходять у відрах (переважно біля криниці). Але також кажуть, що вона відповідає за ріст зерна. Колодязі чи ставки також є місцем, де Перхта охороняє душі, які ще не народилися. У цьому сенсі вона також вважається керівницею групи ненароджених дітей і дітей, які померли нехрещеними. Вважається, що вона з’являється напередодні Водохрещі: стара жінка, бідно одягнена, спирається на палицю і тягне воза. Її супроводжує група дітей, які померли ненародженими або нехрещеними і тому ще не мають імені. Той, хто зустріне цю процесію, покладе руку на останню дитину і дасть їй ім'я, буде щедро винагороджений. На фермах для процесії виставляють їжу, яку мешканці ферми також пробують, але залишають ложку в мисці. Якщо наступного ранку ложка буде перевернутою, то наступного року господаря чекала смерть.
Під іменем Бутцеберхт Перхта також зображується як стара жінка з покаліченою ступнею (завеликою від прядіння або схожою на качачу чи гусину лапу), як у старих пряль у казці «Три прялі».
Перхта з’являється переважно в період між зимовим сонцестоянням і 6 січня. Її днем є переважно 6 січня (Богоявлення або традиційний Новий рік на півдні Німеччини та в Альпійському регіоні). Вважається, що Перхта в цей час літає в повітрі. Схожість імені пані Перхти та Кнехта Рупрехта свідчить про зв’язок між двома персонажами. Це також підтверджується їхньою поведінкою - вони нагороджують або карають, і тим фактом, що обидва діють переважно в зимові місяці.

## Інтерпретація
При описі Перхти сильно підкреслюються такі її атрибути як залізо та ніс. Сокира, якою вона рубає тіла своїх жертв, також зроблена із заліза. У багатьох оповіданнях вона також брязкає залізним ланцюгом. Цей вражаючий акцент на залізі може вказувати на її догерманське походження. Кельтська провінція Норик була найбільшою постачальницею заліза до Римської імперії. Там дуже поклонялися богині Нореї. Вона, серед іншого, також вважалася богинею гірничої справи. Майже всюди наголошується, що Перхта має великий ніс. Мотив носа можна інтерпретувати як пташиний дзьоб і, ймовірно, відноситься до стародавньої богині-птахи, якій поклонялися в численних варіантах у південно-східній Європі.
Германістка Еріка Тімм вважає, що германські групи, які переселилися до південної Німеччини, принесли з собою жіночий нумен, який був дуже схожий на відповідний центральнонімецький, тобто той, який пізніше став відомий як «Пані Метелиця» (нім. Frau Holle). Однак незабаром вони доповнили його елементами звичаїв давніх жителів цих країв. Це може пояснити спільні ознаки Пані Метелиці та Перхти, а також їхні відмінності.
З іншого боку, процесіі Перхтів здаються набагато молодшими за легенди про Нумен. Вперше вони були письмово задокументовані у 1582 році. Ці процесії також не згадуються в антизабобонній літературі періоду між 13-м і 15-м століттями, яка засуджувала навіть незначні підношення їжі Перхті як смертний гріх. Однак подібні процесії відомі в багатьох регіонах Європи, наприклад, процесія Перхтів у місті Кірхзее (нім. Kirchseeoner Perchtenlauf).
Це може означати, що раніше існуючі звичаї з 16 століття почали виправдовувалися тим фактом, що люди хотіли прогнати Перхту. Це все ще було певною мірою терпимо, оскільки звичай був спрямований проти «демона». Але, ймовірно, це не була автентична традиція. Лише в епоху Контрреформації з толеруванням цього звичаю було покінчино, і католицька церква та світська влада суворо придушували процесіі Перхтів.